# Свешникова, Елена Ивановна
Све́шникова Еле́на Ива́новна (род. 26 февраля 1936, Москва) — советский, российский учёный-механик. Доктор физико-математических наук, профессор.

## Научная деятельность
Область научных интересов — изучение нелинейных волн и сильных разрывов в упругих средах с малой анизотропией.
Доктор физико-математических наук (2009) (тема докторской диссертации «Нелинейные квазипоперечные волны в слабоанизотропных упругих средах»), автор свыше 30 научных статей, 9 монографий и учебников.
Переводчик ряда научных книг

## Педагогическая деятельность
Профессор кафедры гидромеханики механико-математического факультета МГУ, учёный секретарь кафедры гидромеханики МГУ (1992).
Читает основной курс «Теоретическая механика и гидромеханика», спецкурсы «Нелинейные упругие волны», «Волны на воде».

## Награды

### Почётные звания
- Заслуженный преподаватель Московского государственного университета (2011)[3]
- Почётный работник образования города Москвы (2014)[4]

### Премии
- Государственная премия Российской Федерации (2003)[5]

## Труды

### Монографии и учебники
- Галин Г.Я., Голубятников А.Н., Каменярж Я.А. и др. Сборник задач по механике сплошной среды / Под ред. М.Э.Эглит. — М.: Издательство МГУ, 1992. — Т. 1.
- Галин Г.Я., Голубятников А.Н., Каменярж Я.А. и др. Сборник задач по механике сплошной среды / Под ред. М.Э.Эглит. — М.: Издательство МГУ, 1992. — Т. 2. — 216 с. — ISBN 5–211–02828–7.
- Куликовский А.Г., Свешникова Е.И. Нелинейные волны в упругих средах. — М.: Московский лицей, 1998. — 412 с. — ISBN 5–7611–0159–9.
- Kulikovskii A.G., Sveshnikova E.I. Nonlinear waves in elastic media. — CRC Press, 1995. — 237 с. — ISBN 0849386438.
- Галин Г.Я., Голубятников А.Н., Каменярж Я.А. и др. Механика сплошных сред в задачах / Под ред. М.Э.Эглит. — М.: Московский лицей, 1996. — Т. 1. Теория и задачи. — 396 с. — ISBN 5–7611–0082–7.
- Галин Г.Я., Голубятников А.Н., Каменярж Я.А. и др. Механика сплошных сред в задачах / Под ред. М.Э.Эглит. — М.: Московский лицей, 1996. — Т. 2. Ответы и решения. — 394 с. — ISBN 5–7611–0083–7.
- Galin G.Ya., Golubiatnikov A.N., Kamenyarzh Ya.A., et al. Continuum mechanics via problems and exercises / Ed. M.E.Eglit, D.H.Hodges. — Singapore; River Edge, NJ: World Scientific, 1996. — Т. 1. Theory and problems. — ISBN 9810229623.
- Galin G.Ya., Golubiatnikov A.N., Kamenyarzh Ya.A., et al. Continuum mechanics via problems and exercises / Ed. M.E.Eglit, D.H.Hodges. — Singapore; River Edge, NJ: World Scientific, 1996. — Т. 2. Answers and solutions. — ISBN 9810229631.
- Куликовский А.Г., Свешникова Е.И., Чугайнова А.П. Математические методы изучения разрывных решений нелинейных гиперболических систем уравнений. (Лекционные курсы НОЦ. Вып. 16). — М.: МИАН, 2010. — 122 с. — ISBN 5–98419–037–X.